# Гильермо Кампаналь
Марселино Гильермо Гонсалес дель Рио Гарсия де ла Льера (исп. Marcelino Guillermo González del Río García de la Llera; 9 февраля 1912, Авилес, Астурия, Испания — 22 января 1984, Севилья, Андалусия, Испания), также известный как Гильермо Кампаналь и Кампаналь I — испанский футболист, легенда «Севильи». С двумястами четырнадцатью голами является лучшим бомбардиром в истории клуба из Андалусии. С именем Кампаналя связана целая эпоха в истории «Севильи», начиная с победы во втором испанском дивизионе и заканчивая завоеванием первого (и на данный момент единственного) чемпионства. Самая эффективная в Ла Лиге 1930—1940 гг. линия нападения во главе с Кампаналем вошла в историю под названием Los Stukas; в Испании распространено шутливое сопоставление убойной эры Los Stukas и десятилетия европейских военных конфликтов того времени: так, в полной мере «Севилья» заявила о себе с первой в своей истории победы в национальном кубке накануне Гражданской войны в Испании, а период спада начался вскоре после окончания Второй мировой и победы в чемпионате. Самого Кампаналя величали «El terror de los defensas» — «Ужасом обороны». После окончания игровой карьеры он работал тренером в различных андалусийских клубах, в том числе в «Депортиво Малага» и самой «Севилье».

## Игровая карьера: довоенный период
Два года Гильермо учился во французской школе в Байонне, а по возвращении работал на консервном заводе. Его первыми командами были «Фортуна» из Леганеса, астурийский «Вильялегре», «Депортиво Авилес», «Миранда», далее он перешёл в представляющий ту же провинцию «Спортинг». Поиграв в составе хихонского клуба один сезон во втором испанском дивизионе, Гонсалес дель Рио, подписав свой первый профессиональный контракт, перебрался в «Севилью». Андалусийский клуб, также выступавший на тот момент в Сегунде, заплатил за фактурного семнадцатилетнего нападающего двадцать пять тысяч песет; к слову, переход Кампаналя в «Севилью» вызвал волну негодования в болельщицкой среде Хихона, что чуть было не привело к городским беспорядкам. Так или иначе, но габаритный завершитель атак оказался в клубе, с которым в итоге и связал всю свою игровую карьеру. Первым трофеем Кампаналя стал региональный Кубок Андалусии, выигранный в 1930 году; но прошло ещё четыре года, прежде чем «Севилья» смогла добиться повышения в классе. В 1931 году Кампаналь уже был одним из системообразующих игроков клуба, и поэтому его вынужденное отлучение от футбола в связи со службой в армии в 1932—1933 гг. отсрочило долгожданный выход Los Rojiblancos в Примеру. В последнем туре драматического сезона 1933/34 благодаря голу Кампаналя «Севилья» вырвала чемпионский трофей Сегунды и прямую путёвку в элитный дивизион у мадридского «Атлетико». В последнем в низшей лиге сезоне Кампаналь провёл 17 матчей и забил 28 голов; его бомбардирские подвиги не остались без внимания со стороны главного тренера национальной сборной Испании Амадео Гарсии. В результате 22-летний футболист, никогда ранее не игравший в высшей лиге, отправился на Чемпионат мира в Италию, где, правда, тренер предпочёл не рисковать и не выпускал его на поле вплоть до крайнего момента, когда терять испанцам было нечего. 1 июня 1934 года Кампаналь дебютировал за сборную в переигровке четвертьфинального матча против хозяев турнира — итальянцев; закончившийся минимальным поражением испанцев (0:1) поединок так и остался единственным эпизодом участия Кампаналя на крупных международных турнирах. По разным причинам следующий вызов в национальную команду он получил лишь в следующем десятилетии. Ну а пока в Испании набирала популярность сумасшедшая атака «Севильи» и сам Гильермо как её персонификатор.

У нас не было полузащитников. Мы все — нападающие, каждый нацелен на взятие ворот. Потому и побеждаем. Мне сложно представить, каково быть футболистом, привязанным к конкретной позиции, действующим на небольшом участке поля. <…> Я играл жёстко, но и сам получал немало ударов. Я бесчисленное количество раз ломал ноги и рёбра. Всегда, сколько себя помню, выходил на поле с опухшими лодыжками. Но это всё ерунда, обычное дело. Таков футбол, ребята.— Кампаналь
В сезоне 1934/35 андалусийская команда заняла 5-е место, что являлось безусловным успехом для дебютанта Примеры; на счету Кампаналя — 20 голов в 17 матчах. С завоевания «Севильей» в том же сезоне национального кубка — в финале против «Сабаделя» (3:0) Кампаналь отметился дублем, — и начался десятилетний «золотой век» для клуба, на три года, впрочем, прерванный Гражданской войной. Кампаналь — один из главных творцов исторических побед и уж точно — самая популярная личность в севильской команде. Вокруг него складываются легенды; история про портье, погибшего от удара мячом, которым выстрелил со стадиона Кампаналь, — уже из разряда фольклора футбольной Андалусии. Сила удара, необычайная техничность при внушительных физических данных, молниеносная реакция, прекрасное чувство момента, преданность клубу и богатая на приключения жизнь за пределами футбольного поля, — всё это и многое другое превратило Кампаналя при жизни в легендарного персонажа.

## Игровая карьера: после войны
Уже после окончания Гражданской войны и возобновления футбольных турниров прославился атакующий кулак «Севильи» в составе Хосе Лопеса, Раймундо Бланко, Рафаэля Беррокаля, Мигеля Торронтеги, Хосе Диаса Пайяно (Пепильо) и самого Кампаналя; кулак, прозванный Los Stukas — по сокращённой форме немецкого термина Sturzkampfflugzeug («Пикирующий боевой самолёт»). «Севилья» достойно пережила военные годы, сохранив состав и материальную базу, и увенчала первый послевоенный сезон победой в дебютном Кубке Генералиссимуса. На этот раз в финальном поединке Кампаналь оформил хет-трик (матч против «Расинга» из Ферроля завершился со счётом 6:2), и вновь, как и четыре года назад, его гол оказался победным. В сезоне 1939/40 «Севилья» стала второй в чемпионате, упустив в последнем туре гарантированный, казалось было, титул. Два сезона подряд — 1939/40 и 1940/41 — «Севилья» становилась самой результативной командой лиги, при этом во втором случае заняв лишь пятое место в Примере. К сезону 1940/41 относится и самая результативная победа андалусийцев в рамках высшей лиги — «Барселона», переживающая вовсе не самые худшие времена в своей истории, была разгромлена со счётом 11:1, а Кампаналь записал на свой счёт пента-трик; в рамках того же чемпионата ему удались хет-трик в матче против «Валенсии» (10:3) (при этом и «Валенсия», и «Барселона» обошли «Севилью» в итоговой турнирной таблице) и дубль против мадридского «Реала» (5:0). Час «Реала», однако, пробил немного позже — в сезоне 1941/42 Кампаналь отправил в ворота королевского клуба пять мячей (итоговый счёт 6:0). На волне новых успехов Кампаналя он, будучи уже двадцатидевятилетним, во второй раз призывается в сборную. В 1941 году Гильермо принял участие в двух товарищеских матчах против сборной Португалии, отличившись по разу в каждом из них. Тем не менее, больше Кампаналь в сборную не вызывался. Сезоны 1940/41 и 1941/42 Кампаналь с семнадцатью за оба турнира голами в восемнадцати и двадцати пяти матчах соответственно становился лучшим бомбардиром самой забивающей команды Примеры, но трофей лучшему голеадору чемпионата так и остался его несбывшейся мечтой.
Начиная с сезона 1942/43 бомбардирские показатели Кампаналя начинают снижаться — сначала десять голов (в девятнадцати играх), затем, в сезоне 1943/44, шесть голов в шестнадцати играх (три из шести он отправил в ворота мадридского «Реала»; тот матч закончился со счётом 6:3). Тогда же «Севилья» пополнилась молодыми талантами, призванными заменить постепенно сходящих на покой ветеранов; в числе усиливших андалусийский клуб — его будущая звезда Хуан Арса. Постепенно «Севилья» приближается к заветному чемпионству, снова поднявшись на серебряную строчку в сезоне 1942/43 и довольствовавшись бронзовыми медалями в сезоне 1943/44. Наконец, в 1946 году «Севилья», спустя одиннадцать лет после выхода из Сегунды, стала чемпионом Испании. Но роль 34-летнего Кампаналя в достижении этого исторического успеха была уже минимальной: за весь сезон он сыграл только лишь в четырёх матчах, в которых дважды поразил ворота соперника, в том числе на его счету и решающий гол в матче против его «любимой» жертвы — мадридского «Реала». После окончания следующего чемпионата, участие Кампаналя в котором было чисто символическим, он официально закончил карьеру игрока. Его клубный рекорд по количеству забитых мячей до их пор не превзойдён: младший современник Кампаналя, Хуан Арса, только приблизился к нему, но догнать так и не смог.
Статистика по официальным играм с участием Кампаналя и его голам на сегодняшний день вполне точна. В рамках Примеры он провёл за команду 157 матчей, в которых забил 101 гол. Ещё 53 матча и 40 голов на его счету — в рамках Кубка Испании (Кубка Короля, Кубка Президента Республики и Кубка Генералиссимуса). Во втором дивизионе Кампаналь сыграл в 72 матчах, в которых отметился 75 голами. При этом, однако, остаётся неизвестным количество матчей, сыгранных футболистом в региональном турнире, Кубке Андалусии (он же — Чемпионат Андалусии). Равно как неизвестно и хотя бы приблизительное количество его голов в рамках данного турнира.

## Тренерская карьера
Номинально всё ещё оставаясь игроком «Севильи», Кампаналь в ноябре 1946 года возглавил «Клуб Депортиво Малага», действующего обладателя Кубка Андалусии, выступающего во втором дивизионе. Однако до конца года данный клуб и покинул; «КД Малага» как раз вступил в реорганизационный период, результатом которого в числе прочего стало создание ныне известного футбольного клуба «Малага», начинавшегося с резервной команды вышеупомянутого «Клуба Депортиво». Далее Кампаналь работал главным тренером в «Алькале» и «Корье», представлявших третий испанский дивизион. «Корья» являлась дочерней командой «Севильи», и неудивительно, что, поездив безуспешно по югу страны в поисках «своего» клуба, Кампаналь в итоге вернулся туда, откуда начал своё небольшое странствие. В 1949 году он возглавил «Севилью» и в сезоне 1950/51 достиг лучшего результата в своей тренерской карьере — серебряных медалей. Что интересно, титул «Севилья» уступила в последнем туре мадридскому «Атлетико», когда-то обставленному севильской командой во главе с Кампаналем в последнем же туре Сегунды в борьбе за победу в первенстве и выход в Примеру; также повторилась история сезона 1939/40, когда «Севилья» уступила чемпионство лишь в последнем туре. В первый и он же основной севильский тренерский период Кампаналя в команде дебютировал его племянник — Марселино Вагеро Гонсалес дель Рио, вошедший в историю под именем Кампаналь II. В 1953 году Гильермо Кампаналь передал команду в руки Эленио Эрреры и на этом в общем покончил со своей тренерской карьерой. Хотя впоследствии и имели место два эпизодических возвращения на тренерский мостик «Севильи», но были они не менее символическими, чем игра Кампаналя в сезоне 1946/47. Так, он возглавил команду на один, последний матч сезона 1956/57: перед последним туром «Севилья» занимала третье место в чемпионате и для достижения приемлемого результата — серебряных медалей и путёвки в Кубок Европейских Чемпионов — обязана была обыгрывать в решающем поединке занимающую вторую строчку «Барселону». Победа, позволившая андалусийцам сравняться с каталонцами по количеству очков и обойти их по дополнительным показателям, была достигнута, и Кампаналь, свозив летом команду на бесславно завершившийся для «Севильи» южноамериканский Малый Кубок Мира, как ни в чём ни бывало покинул клуб. Чтобы вновь вернуться на немногим более продолжительный срок в конце сезона 1958/59 — на этот раз с миссией сохранить «Севилью», плетущуюся в зоне вылета, в Примере. С этой, как и с предыдущей, практически противоположной задачей, Кампаналь справился: «Севилья» обошла «Гранаду», оставшуюся в зоне стыковых матчей за место в высшей лиге, за счёт дополнительных показателей.

## Награды и достижения

### В качестве игрока
Севилья
- Чемпион Испании: (1) 1945/1946
- Обладатель Кубка Президента Республики: (1) 1935
- Обладатель Кубка Генералиссимуса: (1) 1939
- Победитель Второго дивизиона Испании: (1) 1933/1934
- Обладатель Кубка Андалусии (6): 1929/30, 1930/31, 1931/32, 1935/36, 1938/39, 1939/40
- Серебряный призёр Чемпионата Испании: (2) 1939/1940, 1942/1943
- Бронзовый призёр Чемпионата Испании: (1) 1943/1944

### В качестве тренера
Севилья
- Серебряный призёр чемпионата Испании: (2) 1950/1951, 1956/1957

## Интересные факты
- Кампаналь пожертвовал в пользу переживающей трудные времена «Севильи» 30 000 песет. Это на 5 тысяч песет больше той суммы, которую руководство «Севильи» заплатило в своё время хихонскому «Спортингу» за переход Кампаналя.
- Известно высказывание Гильермо Кампаналя, в котором он оценивает прожитую жизнь: «Я ничего не был лишён: я съел всё, что хотел съесть, я выпил всё, что хотел выпить, я даже… Гм! В общем, я испробовал лучшее, чем мог насладиться»[6].